# Comarque de Caudal
 (juillet 2022).
Si vous disposez d'ouvrages ou d'articles de référence ou si vous connaissez des sites web de qualité traitant du thème abordé ici, merci de compléter l'article en donnant les références utiles à sa vérifiabilité et en les liant à la section « Notes et références ».
La comarque de Caudal est l'une des huit comarques fonctionnelles ou aires de planification territoriale qui devraient voir le jour après l'accès au statut d'autonomie des Asturies. Elle comprend les consejos (communes) de :
- Aller  ;
- Lena ;
- Mieres.